# Herbert Hervey (5e marquis de Bristol)
Herbert Arthur Robert Hervey, 5e marquis de Bristol (10 octobre 1870 - 5 avril 1960), est un pair et homme politique britannique.

## Jeunesse
Le 5e marquis est né le 10 octobre 1870 dans la maison familiale d'Ickworth House près de Bury St Edmunds, Suffolk. Il est le cinquième fils d'Augustus Henry Charles Hervey (1837–1875), député de West Suffolk, et de Mariana, née Hodnett (décédée le 30 janvier 1920). Augustus Hervey est le frère cadet de Frederick Hervey (3e marquis de Bristol), et le fils cadet de Frederick Hervey (2e marquis de Bristol). Il fait ses études au Clifton College .

## Carrière politique
En 1892, Hervey rejoint le service diplomatique de Sa Majesté, devenant consul au Chili en 1892 pendant trois ans. Pendant un an, il est chargé d'affaires à Montevideo et au Guatemala, et est consul en Abyssinie de 1907 à 1909. Il est répertorié comme attaché commercial en 1913, mais élevé au statut d'envoyé extraordinaire et de ministre plénipotentiaire, en Colombie en 1919-1923 et au Pérou et en Équateur en 1923-1928, prenant sa retraite en 1929.
Il reçoit la Grand-Croix de l'Ordre du Soleil par le gouvernement péruvien et succède à son frère Frederick Hervey (4e marquis de Bristol) en 1951.

## Mariages
Lord Hervey s'est marié deux fois :
1. 19 octobre 1914 (divorce en 1933)[1] à Lady Jean Cochrane (décédée le 5 janvier 1955), fille du 12e comte de Dundonald, et a un fils, Victor Hervey (6e marquis de Bristol)[3]
2. 15 décembre 1952, à Dora Frances Emblin (décédée le 27 mars 1953), fille unique de George Marshall et veuve de Don Pedro de Zulueta[1].